# Кім Тон Чун
Кім Тон Чун (кор. 김동준, нар. 19 грудня 1994, Сунчхон) — південнокорейський футболіст, воротар клубу «Чеджу Юнайтед».
Виступав, зокрема, за олімпійську збірну Південної Кореї.

## Клубна кар'єра
Вихованець юнацьких команд футбольного клубу «Соннам» та університетської команди Йонсе.
У дорослому футболі дебютував 2016 року виступами за команду клубу «Соннам Ільхва Чхонма», кольори якої захищав три роки.
Один сезон виступав за клуб «Теджон Сітізен».
З 2022 року захищає кольори команди «Чеджу Юнайтед».

## Виступи за збірні
Протягом 2013–2016 років залучався до складу молодіжної збірної Південної Кореї. На молодіжному рівні зіграв у 16 офіційних матчах, пропустив 2 голи.
2016 року захищав кольори олімпійської збірної Південної Кореї. У складі цієї команди провів 1 матч, пропустив 1 гол. У складі збірної — учасник футбольного турніру на Олімпійських іграх 2016 року у Ріо-де-Жанейро.
2015 року отримав запрошення до лав національної збірної Південної Кореї. Наразі в основному складі збірної провів одну гру.

## Титули і досягнення
- Переможець Кубка Східної Азії: 2017